# Comuna Laekvere
Laekvere (estonă Laekvere vald) este o comună (vald) din Județul Lääne-Viru, Estonia.
Comuna cuprinde un târgușor (alevik), Laekvere și 18 sate.

## Localități componente

### Târgușoare
- Laekvere

### Sate
- Alekvere
- Arukse
- Ilistvere
- Kaasiksaare
- Kellavere
- Luusika
- Moora
- Muuga
- Paasvere
- Padu
- Rahkla
- Rajaküla
- Rohu
- Salutaguse
- Sirevere
- Sootaguse
- Vassivere
- Venevere

1. ↑  Maakatastri statistika (în estonă), Consiliul Funciar Eston[*], accesat în 26 martie 2020